# Signe de Duroziez

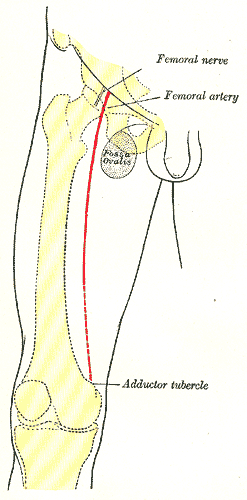
Artèria femoral.

El signe de Duroziez és un signe d'insuficiència aòrtica. Consisteix en un murmuri diastòlic audible que es pot escoltar sobre l'artèria femoral quan es comprimeix.
El seu nom li ve donat per Paul Louis Duroziez.